# Aenictus rixator
Aenictus rixator är en myrart som beskrevs av Auguste-Henri Forel 1901. Aenictus rixator ingår i släktet Aenictus och familjen myror. Inga underarter finns listade i Catalogue of Life.